# Knížecí stát

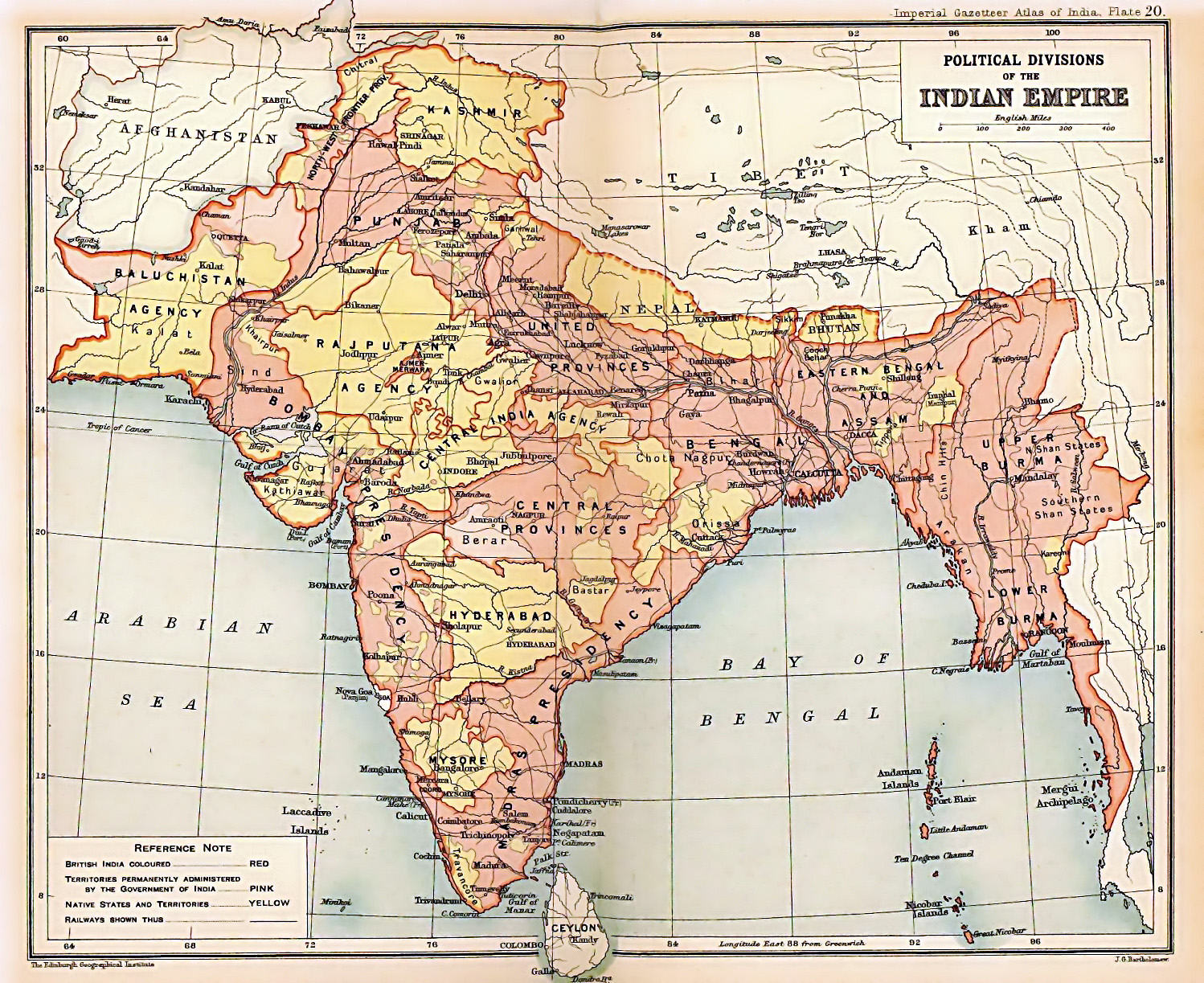
Rozdělení Indie britské a domorodé (žlutě knížecí státy)

Knížecí stát (též domorodý, nebo indický stát, anglicky princely state) bylo území v Britské Indii, které nebylo spravováno přímo britskými úřady, ale místním vládcem. Těchto států bylo v Indii několik set (jejich počty se měnily, podle Imperial Gazetteer of India jich bylo při vyhlášení nezávislosti 565). Jednotlivé státy měly různou velikost i počet obyvatel (od Hajdarábádu dosahující téměř velikosti Británie s 11 miliony obyvateli (1901), až po miniaturní státečky o velikosti několika čtverečních kilometrů a s několika sty obyvateli). Zároveň se jednotlivé státy lišily i ve své důležitosti. Některé, jako například Hajdarábád, Baroda, nebo Kašmír byly téměř nezávislé s vlastní armádou a měnou a Britové zajišťovali de facto jen zahraniční politiku, jiné byly zcela závislé a koloniální úředníci zasahovali i do vnitřních záležitostí.
Z hlediska státoprávního uspořádání spadala část států (ty nejvýznamnější) přímo pod ústřední vládu Britské Indie, většina pak pod jednotlivé provincie. Některé z těchto států byly na základě doktríny zaniknutí následně zrušeny.
Panovníci indických států používali různé tituly, např. mahárádža („velký král“), badšáh („císař“), rádža („král“), naváb („vládce“), nizám, thákur a mnoho dalších. Britové ovšem všechny tyto tituly překládali jako „kníže“, aby se vyhnuli tomu, že by se některý z domorodých králů mohl považovat za rovného s britským panovníkem.

## Seznam knížecích států
Největší knížecí státy:
- Baroda (dnes Gudžarát)
- Džammú a Kašmír (dnes teritorium Džammú a Kašmír)
- Hajdarábád (dnes Telangána)
- Bahávalpur (dnes Paňdžáb)
- Džódhpur (dnes Rádžasthán)
- Kalatský chanát (dnes Balúčistán)
- Maisúrské království (dnes Karnátaka)
- Mévár / Udajpur (dnes Rádžputana)
- Gválijar (dnes Madhjapradéš)
- Bikaner (dnes Rádžasthán)
- Džajsalmer (dnes Rádžasthán)
- Džajpur (dnes Rádžasthán)
- Bastar (dnes Čhattísgarh)
- Rívá (dnes Baghélkhand)
- Las Bela (dnes Balúčistán)
- Travankúr (dnes Kérala)
- Sikkimské království (dnes Sikkim)

## Britská správa a domorodé státy
Indie pod britskou vládou, Britské indické císařství, se skládala ze dvou částí: Britská Indie a domorodé (nebo také knížecí) státy.
Přitom pojem Britská Indie zahrnuje všechna území a místa uvnitř dominia britského panovníka, které je přímo spravováno místokrálem Indie, nebo guvernérem, nebo jiným důstojníkem podřízeného místokráli. Naopak pojem Indie (britské Indické císařství) zahrnuje Britskou Indii plus všechna území a teritoria domorodých knížat ve vazalských státech, také ovšem podřízena britskému místokráli, nebo jeho pověřenci. (Obvykle je také termín „Britská Indie“ používaný i na oblasti pod správou britské Východoindické společnosti v Indii z 1600 – 1858. )
Rozdíl mezi „dominiem“ a „vazalem“ byl určený soudní mocí: zákonodárství britské Indie stálo na zákonech, které prošly britským parlamentem a zákonodárnou mocí a tyto zákony byly používány jak v centrální, tak v místních vládách této kolonie. Naopak soudy knížecích států rozhodovaly na základě zákonů vydaných jejich vládci.